# Совхозний (Ядринський район)
Совхо́зний (рос. Совхозный, чув. Совхозный) — селище у Чувашії Російської Федерації, адміністративний центр Іваньковського сільського поселення Ядринського району.
Населення — 320 осіб (2010; 354 в 2002, 192 в 1979, 76 в 1939). У національному розрізі у селищі мешкають чуваші та росіяни.

## Історія
Селище утворено 31 жовтня 1963 року на місці колишньої дільниці № 1 конезаводу. Селяни займались землеробством та конярством.

## Господарство
У селищі діють дитячий садок, фельдшерсько-акушерський пункт, бібліотека, клуб, 2 спортивних майданчики, пошта, 2 магазини.